# 南斯拉夫人民解放军和游击队
南斯拉夫人民解放軍和游擊隊，為南斯拉夫共產黨為對抗納粹德國和其軸心國盟友所組成的武裝部隊。通常簡稱為南斯拉夫人民（或譯作民族）解放軍或南斯拉夫游擊隊。

## 目标
南斯拉夫人民解放军和游击队是由南斯拉夫共产党和南斯拉夫反法西斯人民解放委员会领导的军事组织，其两个目标之一是与占领军作战。在1944年英国的支援物资到达之前，从占领军缴获的武器是唯一的武器来源。另一个目标是在南斯拉夫建立一个多民族的联邦制社会主义国家。为此，南斯拉夫共产党试图通过维护每个群体的权利，来联合南斯拉夫境内的所有民族一起对抗占领者。
游击队的敌人，也就是切特尼克的目标则是保留君主制，确保塞族人口的安全，并通过对非塞族人进行种族清洗来建立大塞尔维亚。两个抵抗运动之间的关系从一开始就不稳定，从1941年10月起，它们恶化为全面冲突。对于切特尼克人来说，铁托的泛民族政策是反塞尔维亚的，而切特尼克的保王主义却是共产党人所憎恶的。
1944年秋，德国因苏联和保加利亚全面反攻而被迫撤退。同时，越来越多的人加入到游击队中。到1944年底，游击队总人数为 650,000 人，分为4个野战军和52个师，且不再是打游击战而是进行常规战斗。到1945年4月，游击队人数已超过80万。

## 背景

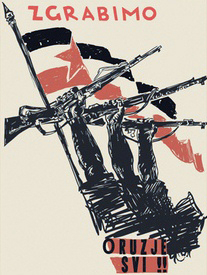
游击队宣传图

1941年4月6日，南斯拉夫王国遭到轴心国的全面入侵。在入侵期间，贝尔格莱德遭到德国空军的轰炸。最终，南斯拉夫皇家军队于4月17日无条件投降。与德国国防军相比，南斯拉夫陆军装备糟糕得很，根本无力抵抗德国国防军的全面入侵以及空军的狂轰滥炸。
南斯拉夫投降后，轴心国开始肢解南斯拉夫。德国占领了德拉瓦河省的北部，同时通过扶持傀儡政府对塞尔维亚剩余领土进行军事占领。克罗地亚独立国也在德国的“帮助”下建立起来，它覆盖了今天克罗地亚的大部分领土，还包括波黑所有地区和塞尔维亚的斯雷姆。意大利占领了德拉瓦河省的剩余地区，并更名为卢布尔雅那省。意大利还占领了泽塔河省的大部分地区、达尔马提亚沿海地区以及几乎所有的亚得里亚海岛屿。匈牙利还控制了新成立的黑山，占领并吞并了南斯拉夫的巴拉尼亚、巴奇卡、和普雷克穆列等地区。与此同时，保加利亚吞并了马其顿，塞尔维亚东部和科索沃的小块地区。
在瓜分南斯拉夫后，占领军不断的压迫着本地居民。因此，各种各样的游击队不仅得到了广泛的支持，而且对许多人来说是生存的唯一选择。 在占领初期，德军会不加区别地绞死或枪杀他们怀疑的对象，其中包括妇女、儿童和老人，每有一名德国士兵被杀死，就会有多达100名当地居民被杀害。德军最严重的两起暴行是在克拉列沃大屠杀和克拉古耶瓦茨大屠杀，有超过5000名平民在这两场大屠杀中遇难。
在这一片混乱之中，南斯拉夫共产党开始组织和团结反法西斯组织和政治力量进行全国起义。共产党由铁托领导，在第一次世界大战后被南斯拉夫取缔，此后转为地下活动。然而，由于苏联和德国签订了苏德互不侵犯条约，这使得苏联无法干预南斯拉夫的事务，因此铁托没有获得苏联的支持，无法公开的行动。

## 早期活动
在轴心国入侵南斯拉夫期间，共产党的领导层与铁托一起居住在萨格勒布。一个月后，他们搬到了贝尔格莱德。当德国和苏联之间的互不侵犯条约签订时，共产主义者没有与新成立的傀儡政权克罗地亚独立国发生公开冲突。在占领的头两个月里，他们扩大了地下网络，并开始积累武器。1941年5月初，来自全国各地的共产党员在萨格勒布举行了五月协商，他们寻求组织试图发动起义来抵抗占领者。1941年6月，共产党中央委员会也举行了一次会议，会议决定开始起义的准备工作。
巴巴罗萨行动开始后，不同地区和民族对游击队运动的支持程度有所不同，这反映了当地居民对他们能否生存下去的担忧，因为当地居民很有可能因为支持游击队而被乌斯塔沙或切特尼克杀害。1941年6月22日，克罗地亚发生了第一次游击队起义，当时40名克罗地亚共产主义者在锡萨克和萨格勒布之间的布雷佐维察森林发动起义，组成了第一支游击队。两周后，铁托在塞尔维亚领导了他的第一次起义。南斯拉夫共产党正式决定于7月4日发动武装起义，这一天后来被定为了战士节。
第一个萨格勒布-塞斯韦特游击队于1941年7月成立。1941年8月，在达尔马提亚成立了7个游击队，负责宣传起义。1941年8月26日，第1分裂游击队的21名成员被意大利和乌斯塔沙军队俘虏后被行刑队处决。1941年夏天，包括莫斯拉维纳和卡尔尼克在内的其他地区也成立了一些游击队。铁托在夏季又发动了一场起义并在秋季建立了乌日策共和国，但到1941年12月时，游击队被轴心国军队击败，乌日策共和国灭亡，此后塞尔维亚游击队的支持率下降。
随着镇压的进行，在克罗地亚的塞尔维亚人支持游击队的比例不断下降，他们转而支持其他的游击队或者切特尼克。在波黑境内，塞族人对游击队支持率很高，支持的原因是乌斯塔沙对塞族人的种族灭绝。波斯尼亚塞族人对共产党领导的抵抗运动也以自治团体的形式发展起来。尽管塞族领导下的游击队对不同国籍的成员开放，但切特尼克对穆斯林充满敌意。东黑塞哥维那起义后，在1941年7月27日，游击队领导的起义在 德瓦尔和波斯尼亚格拉霍沃地区爆发，并成功的从克罗地亚独立国当局手里占领了重要领土。
1941年，在塞尔维亚和黑山的游击队约有55000名战士，但在重重围剿之下，只有4500人成功逃往波斯尼亚。1941年12月21日，他们组建了第一无产阶级旅——游击队的第一支正规军事部队，能够在当地以外开展行动。1942年，游击队正式并入人民解放军和南斯拉夫游击队，字面意义上的人民解放军和南斯拉夫游击队正式成立。

## 發展
戰爭初期六個月，人民解放軍與切特尼克部隊協同作戰，但是後來由於目標不同而分道揚鑣，進而相互攻擊。由於切特尼克領導者德拉查·米哈伊洛维奇不但沒有對軸心國作戰，反而有和意大利駐軍合作攻擊人民解放軍部隊。1943的德黑蘭會議後，英國政府立場轉變，由支持米哈伊洛維奇轉為支持狄托，撤回原先駐在米哈伊洛維奇總部的軍事代表團，改派以菲茨罗伊·麦克莱恩为首的代表团駐在狄托總部，並提供武器支援。隔年6月16日，人民解放軍統帥狄托與王室政府代表伊萬·什巴舍維奇在維斯島簽訂了維斯條約，認可南斯拉夫共產黨部隊取代南斯拉夫祖國軍為南斯拉夫流亡政府的軍隊。

## 戰後
1945年，南斯拉夫社會主義聯邦共和國成立，以戰時的人民解放軍為基礎建立國家軍隊「南斯拉夫人民軍」。